# Philipp Ludwig von Canstein
Philipp Ludwig Freiherr von Canstein (* 11. April 1669; † 11. Juli 1708 in der Schlacht bei Oudenaarde) war brandenburgisch-preußischer Offizier.

## Leben
Philipp Ludwig war zweitältester Sohn des Hofkammerpräsidenten Raban von Canstein (1617–1680)  und dessen Frau Hedwig, geb. von Kracht.  Der Hofbeamte Carl Hildebrand von Canstein war sein jüngerer Bruder.
Nach dem frühen Tod seines Vaters kümmerten sich sein Verwandten um ihn. Er studierte mit seinem älteren  Bruder ab 1683 an der Universität in Frankfurt an der Oder.
Von 1686 bis 1688 unternahm er mit seinem jüngeren Bruder eine zweijährige Grand Tour durch Holland, England, Frankreich, Italien und Österreich, bis die Brüder durch den Tod von Kurfürst Friedrich Wilhelm von Brandenburg, besser bekannt als Großer Kurfürst, nach Berlin zurückgerufen wurden. Canstein schloss sich dort dem Regiment des Fürsten von Anhalt-Dessau an und wurde dort am 22. Dezember 1688 Hauptmann und machte mit dem Regiment den Feldzug in Ungarn mit. Am 24. Februar 1694 kam er als Major in das Infanterie-Regiment (Markgraf Karl Philipp). Er machte den Feldzug in Italien mit, wurde dort aber so schwer verwundet, dass er keinen Infanterie-Dienst mehr machen konnte. Am 12. Dezember 1700 wurde er als Oberstleutnant in das Regiment Gens d’armes versetzt.
1703 wurde Canstein Kommandeur des Kürassierregiments 9, 1706 Chef der Eskadron (später Regiment) Gens d’armes (Kürassierregiment 10).
Philipp Ludwig war Herr der Herrschaften Canstein, Schönberg, Neukirch, Blumberg, Eiche und Helmsdorf und verheiratet mit Ehrengard Maria, geborene von der Schulenburg (1664–1748). Seine Witwe heiratete in dritter Ehe den Braunschweiger General Busso von Hagen (1665–1734).
Das von ihr in der Kirche seines Wohnortes Blumberg gestiftete Epitaph regte schon Theodor Fontane bei seinen Wanderungen durch die Mark Brandenburg zu einer Beschreibung an.